# Landquart
Landquart es una comuna comuna suiza del cantón de los Grisones, situada en situada en la región de Landquart.
La comuna fue creada el 1 de enero de 2012 de la fusión de las antiguas comunas de Igis y Mastrils.

## Historia
Igis se menciona por primera vez sobre 840 como Ovinae / Aviuns. En 1149 se mencionó como Auuine, en 1225 como Huiuns y en 1253 como Yges. Mastrils se menciona por primera vez en 1318 como Ponstrils. En 1345 se mencionó como Bastrils.

## Geografía
La comuna se encuentra situada en la región del Rheintal (Valle del Rin) en Suiza Oriental. Limita al norte con las comunas de Maienfeld y Malans, al este con Grüsch, al sur con Zizers y Untervaz, y al oeste con Pfäfers (SG) y Bad Ragaz (SG).
El municipio tiene una superficie total de 18,86 km² (7,28 millas cuadradas).

## Demografía
Mastrils tiene una población (a diciembre de 2013) de 8498.

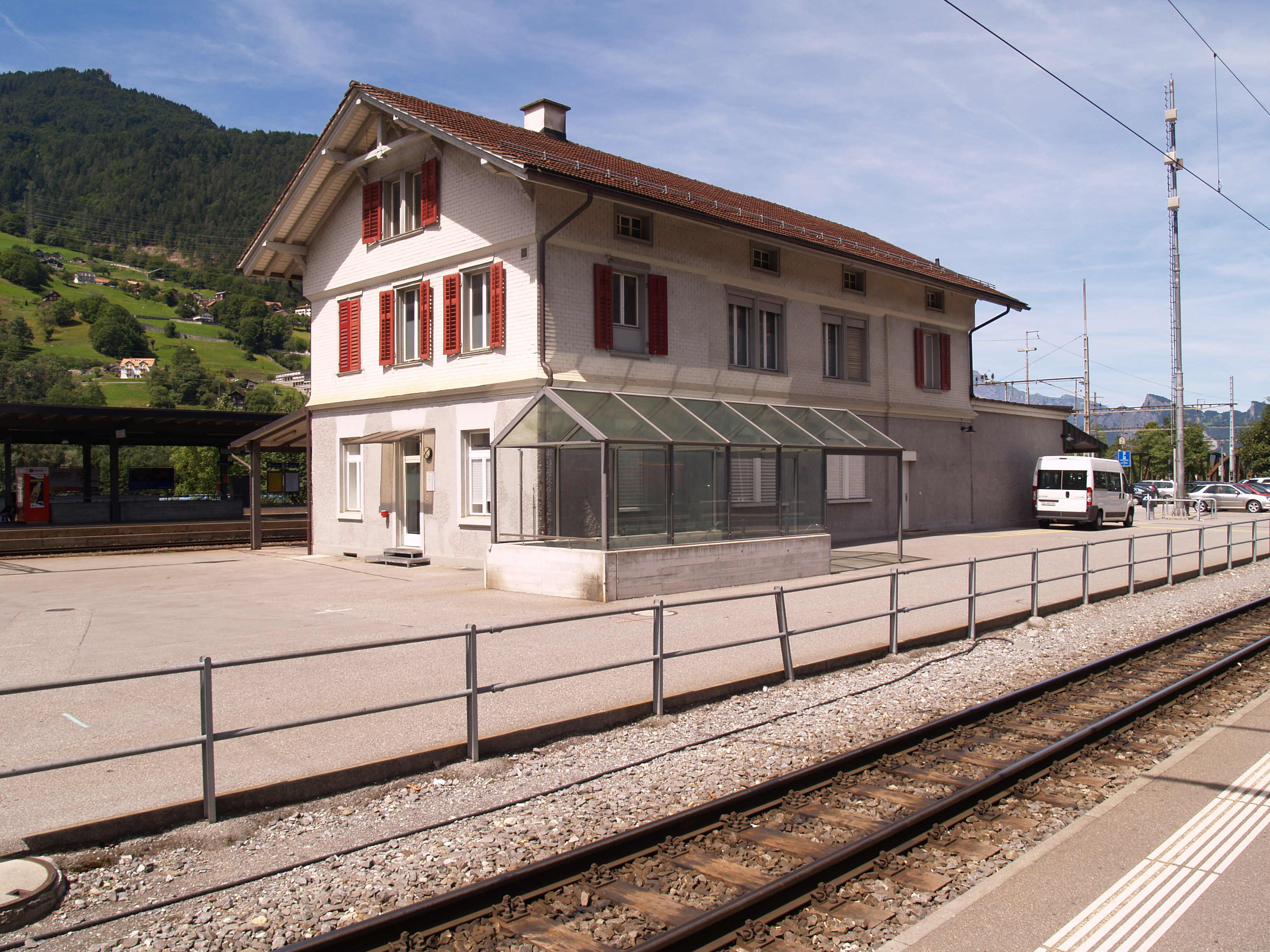
Estación del tren de Landquart.

## Transportes
Ferrocarril
Cuenta con una estación ferroviaria en la que paran trenes de larga distancia y regionales.
Al llegar a la estación de tren también se puede continuar a pie en una caminata de varios días hacia Klosters en el Prättigauer Höhenweg en lugar de utilizar el ferrocarril rético.

## Lugares de interés y cultura

### Sitios del Patrimonio de importancia nacional
El Castillo de Marschlins y los terrenos circundantes están listados como patrimonio suizo de importancia nacional. El castillo era la residencia de una noble familia de Salis-Marschlins.

### Castillos
Además del Castillo Marschlins, Landquart es también el hogar de las ruinas del Castillo de Falkenstein.

### Iglesias
- La iglesia católica de San Fidelis fue construida en 1908 en la aldea de Landquart.
- La iglesia reformada en el pueblo de Igis fue construido a su aspecto actual en 1486. En ese momento, la nave se extendió hacia el sur y el coro se amplió. El portal principal también fue construido en 1486, ya que esta fecha está tallada en la piedra. Las pinturas de la fecha pared noreste de antes de la renovación 1486. Se cree que este muro es parte de la iglesia de San Damián que fue mencionada en 841, aunque se debate esta identificación. Parte de la identificación se basa en el hecho de que la campana de la iglesia contiene una inscripción que indica que se dedicó a Cosme y Damián. Independientemente, la iglesia actual se menciona claramente alrededor de 1300 en los registros de la abadía de Pfäfers.
- La Iglesia en Landquart fue construida en el siglo XX como la sección pueblo creció. El terreno fue adquirido en 1914, aunque la construcción no comenzó hasta 1925. La construcción terminó el 11 de enero de 1926.